# Benjamin Cremaschi
Benjamin Cremaschi, né le 2 mars 2005 à Miami en Floride, est un joueur international américain de soccer. Il joue au poste de milieu central à l'Inter Miami. Il possède également la citoyenneté argentine.

## Biographie

### Jeunesse et formation
Benjamin Cremaschi est né à Miami et a grandi à Key Biscayne,,. Son père Pablo, est un ancien international argentin de rugby à XV — compte six sélections entre 1993 et 1995 — et sa mère Jimena est une ancienne joueuse de hockey sur gazon.
Il commence à jouer au soccer à l'âge de six ans au Key Biscayne SC, puis à Weston FC,,. Il remporte la coupe de la MLS Next (en) des moins de 16 ans, avec Weston FC en juillet 2021,,. Il est élu meilleur joueur de la compétition,,,. Après une performance remarquable avec Weston, il rejoint l'académie de l'Inter Miami en août 2021,,,. Il a également reçu des offres universitaires de Clemson, UNC, Penn State et Colorado.

### Parcours en club
Benjamin Cremaschi signe avec l'Inter Miami son premier contrat en tant que Homegrown Player le 28 novembre 2022. Il signe un contrat garanti jusqu'à la fin de la saison 2025 puis deux années en option. Il devient le cinquième joueur formé au club de l'histoire de la franchise. Il a notamment marqué cinq buts et récolté une passe décisive en seulement 743 minutes de jeu en MLS Next Pro durant la saison 2022 — avec la réserve,.
Le 25 février 2023, il prend part à son premier match en Major League Soccer en entrant à la fin de la seconde mi-temps, contre le CF Montréal. Le 26 avril, il est titulaire avec les Herons pour la première fois lors d'un match de l'U.S. Open Cup face à Miami FC. Trois jours plus tard, il est titularisé pour la première fois — en Major League Soccer — face au Crew de Columbus et délivre à cette occasion une passe décisive,. Il devient le plus jeune joueur à délivrer une passe décisive dans l'histoire de l'Inter Miami. Il inscrit son premier but en Major League Soccer le 8 juillet contre D.C. United,.
En huitième de finale de la Leagues Cup, il marque un but et inscrit également le tir victorieux lors de la séance de tirs au but ― permet à Miami de se qualifier pour les quarts de finale,,. Puis, le 19 août, il gagne la Leagues Cup face à Nashville SC. Il remporte ainsi le premier titre de sa carrière alors que son club marque l'histoire dans la compétition en étant sacré pour la première fois. Puis, quatre jours plus tard, il inscrit de nouveau le tir victorieux lors des tirs au but face au FC Cincinnati, en demi-finale de l'U.S. Open Cup. Il atteint la finale de la coupe nationale,. Il dispute la finale de l'U.S. Open Cup, qu'il perd contre le Dynamo de Houston,.

### Parcours en sélection
Possédant à la fois la nationalité américaine et argentine,, Benjamin Cremaschi est éligible pour la sélection américaine mais aussi pour l'Argentine, pays dont il possède des origines,, — ses parents sont originaires de Mendoza.

#### Parcours avec les équipes de jeunes
Benjamin Cremaschi est sélectionné avec l'équipe des États-Unis des moins de 19 ans (en) pour participer au tournoi « Slovenia Nations Cup » en septembre 2022,. Il marque un doublé contre la Croatie (en) — lors du deuxième match — et remporte le tournoi avec trois victoires,. Il fait ensuite un passage au camp d'entraînement à Frisco — du 25 octobre au 5 novembre 2022 — où il est appelé avec la sélection des moins de 20 ans afin de préparer la Coupe du monde des moins de 20 ans 2023,,.
Il est ensuite convoqué avec l'équipe d'Argentine des moins de 20 ans pour participer au camp d'entraînement à Buenos Aires, afin de prépare le Championnat de la CONMEBOL des moins de 20 ans 2023 (en),. Il est le seul joueur du camp qui ne joue pas dans le championnat argentin.

#### Premiers pas avec les États-Unis
Le 30 août 2023, Benjamin Cremaschi est convoqué pour la première fois en équipe des États-Unis par le sélectionneur Gregg Berhalter pour participer à deux matchs amicaux, contre l'Ouzbékistan puis face à l'Oman, — au coté notamment de son coéquipier Drake Callender,. « Il a immédiatement attiré mon attention pour sa juste ténacité et son acharnement durant le camp d'octobre 2022 », déclare Gregg Berhalter, plein d’éloges pour « l'excellent » milieu de terrain local de Miami. Il est considéré comme un jeune espoir prometteur. Ses performances sont remarquées durant le camp par deux vétérans de la sélection — Christian Pulisic et Tim Ream,.
Le 12 septembre 2023, il honore sa première sélection en entrant en cours de jeu — à la place de Malik Tillman — contre l'Oman,,. Il devient le premier joueur des Stars and Stripes à avoir évoluer en MLS Next (en), puis en MLS Next Pro et en MLS.

## Statistiques

### Statistiques en club
| Saison                | Club                  | Championnat           | Championnat | Championnat | Championnat | Coupe(s) nationale(s) | Coupe(s) nationale(s) | Coupe(s) nationale(s) | Compétition(s) continentale(s) | Compétition(s) continentale(s) | Compétition(s) continentale(s) | Compétition(s) continentale(s) | Séries | Séries | Séries | États-Unis | États-Unis | États-Unis | Total | Total | Total |
| Saison                | Club                  | Division              | M.          | B.          | P.d.        | M.                    | B.                    | P.d.                  | Comp.                          | M.                             | B.                             | P.d.                           | M.     | B.     | P.d.   | M.         | B.         | P.d.       | M.    | B.    | P.d.  |
| 2022                  | Inter Miami II        | MLSNP                 | 13          | 5           | 1           | -                     | -                     | -                     | -                              | -                              | -                              | -                              | -      | -      | -      | -          | -          | -          | 13    | 5     | 1     |
| 2023                  | Inter Miami II        | MLSNP                 | 4           | 0           | 1           | -                     | -                     | -                     | -                              | -                              | -                              | -                              | -      | -      | -      | -          | -          | -          | 4     | 0     | 1     |
| 2024                  | Inter Miami II        | MLSNP                 | 2           | 0           | 0           | -                     | -                     | -                     | -                              | -                              | -                              | -                              | -      | -      | -      | -          | -          | -          | 2     | 0     | 0     |
| Sous-total            | Sous-total            | Sous-total            | 19          | 5           | 2           | -                     | -                     | -                     | -                              | -                              | -                              | -                              | -      | -      | -      | -          | -          | -          | 19    | 5     | 2     |
| 2023                  | Inter Miami           | MLS                   | 28          | 2           | 4           | 6                     | 0                     | 1                     | LC                             | 7                              | 1                              | 1                              | -      | -      | -      | 1          | 0          | 0          | 42    | 3     | 6     |
| 2024                  | Inter Miami           | MLS                   | 22          | 4           | 1           | -                     | -                     | -                     | CCC+LC                         | 0+2                            | 0                              | 0                              | 2      | 0      | 0      | -          | -          | -          | 26    | 4     | 1     |
| Sous-total            | Sous-total            | Sous-total            | 50          | 6           | 5           | 6                     | 0                     | 1                     | -                              | 9                              | 1                              | 1                              | 2      | 0      | 0      | 1          | 0          | 0          | 68    | 7     | 7     |
| Total sur la carrière | Total sur la carrière | Total sur la carrière | 69          | 11          | 7           | 6                     | 0                     | 1                     | -                              | 7                              | 1                              | 1                              | 2      | 0      | 0      | 1          | 0          | 0          | 85    | 12    | 9     |

## Palmarès
Sous les couleurs de l'Inter Miami, il remporte la Leagues Cup — c'est également son premier titre de sa jeune carrière. Puis, il s'incline en finale de l'U.S. Open Cup face au Dynamo de Houston — en 2023.